# Jan de Vries (missionnaire)
Pour les articles homonymes, voir Jan de Vries et de Vries.
Jan de Vries, né le 21 mars 1911 à Bredevoort (Pays-Bas) et mort assassiné le 19 décembre 1964 à Bafwasende, est un prêtre déhonien missionnaire catholique néerlandais au Congo. Curé de Lubutu dans le diocèse de Stanleyville il fut assassiné durant la révolte des Simbas.

## Biographie
Jan de Vries est le fils d'un chef de tramway de Bredevoort. Il entre à l'âge de douze ans au juvénat de  Berg-op-Zoom des prêtres du Sacré-Cœur (Déhonien), puis est admis au noviciat de cet institut religieux, le 8 septembre 1930. Il poursuit des études de philosophie à Liesbosch et de théologie à Nimègue-Heesch. Il est ordonné prêtre le 14 juillet 1935.
Le 27 août 1937, il est envoyé au Congo belge dans le vicariat apostolique de Stanley Falls. Il œuvre dans diverses missions, puis dirige une école à Avakubi, dépendant de la mission de Bafwasende. Il est maître des novices de la congrégation des prêtres du Sacré-Cœur au Congo belge. Curé de Lubutu au moment de l’indépendance (1960) il se trouve cependant à Bredevoort (Pays-Bas) pour y fêter son jubilé sacerdotal.
Après l'indépendance du Congo en 1960, le pays est en proie à de violents troubles. En janvier 1964, la rébellion Simba se propage dans toute la région de Stanleyville; des massacres ont lieu. Le 5 août 1964, un gouvernement sécessionniste instaurant la République démocratique du Congo (reconnue par l'URSS) s'installe dans la ville. Le Père de Vries se trouve alors à Stanleyville pour une retraite spirituelle, mais il retourne immédiatement dans sa mission de Batama. Le 31 octobre, il est emmené par les rebelles avec quatre confrères et deux religieuses, ainsi que vingt-sept autres personnes, et ils subissent des maltraitances. Les rebelles les font monter dans un camion en direction de Bafwasende. Le 25 novembre, les Pères sont jugés par un prétendu  « tribunal révolutionnaire » et condamnés dans un simulacre de procès. Ils sont molestés et emmenés au bord du fleuve Lindi, près du village de Bafwasende. Des femmes entendent des tirs de mitraillettes.
Après l'Opération Dragon rouge, ses restes sont rapatriés à Bredevoort le 19 décembre 1964.